# 2076
2076 — 2076 рік нашої ери, 76 рік 3 тисячоліття, 76 рік XXI століття, 6 рік 8-го десятиліття XXI століття, 7 рік 2070-х років.

## Очікувані події
- Близько 31 травня планетоїд Седна, як очікується, досягне свого перигелію в найближчій до Сонця точці. Очікувана відстань складе 76 а.е., або 76 відстаней від Землі до Сонця. У Седни висока еліптична орбіта, що ускладнює її виявлення, — в афелії висота орбіти становить 942 а.е. Ця дата може бути змінена, оскільки орбіта Седни все ще уточнюється.
- 4 липня 2076 року Сполучені Штати Америки будуть святкувати своє трьохсотріччя.
- 26 листопада 2076 року відбудеться сонячне затемнення.